# Monestir de la Llança
El monestir de la Llança, de vegades monestir Gueghard o, simplement, Gueghard, està situat a la província armènia de Kotaiq, al nord-est de Garní, i a uns 34 km d'Erevan, la capital. Es troba en l'estreta vall de l'Azat, en un indret molt bell. Des del 2000 s'ha inclòs a la llista del Patrimoni de la Humanitat.

## Història

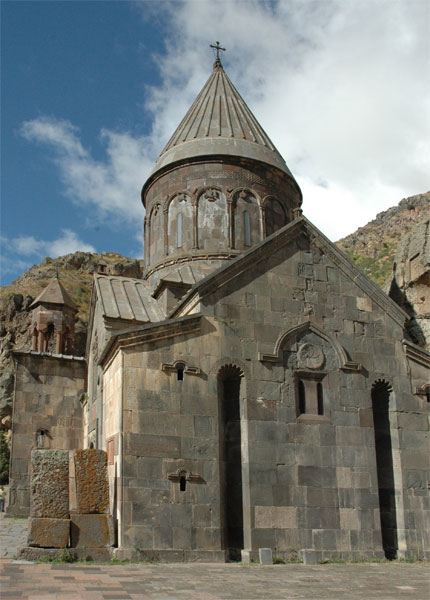
L'església Katoghiké

Segons la tradició, aquest monestir fou fundat per Gregori l'Il·luminat en el lloc on hi havia un santuari pagà format per una cova amb una font, que hom considerava sagrada. Aquella primera construcció, anomenada llavors Ayrivank, s'hauria perdut arran de diverses incursions musulmanes, el 923, i pels turcs seljúcides al segle xii.
Els prínceps Proxian van heretar el monestir a mitjan segle xiii i fou llavors que s'hi va portar la Llança Armènia (gueghard), que es considerava que era la Llança Sagrada que va utilitzar el soldat romà Longí per traspassar el costat de Crist a la creu. Aquesta llança hauria estat portada a Armènia per l'apòstol Tadeu. La relíquia va donar nom al lloc. La llança es conserva i es pot veure al museu de la catedral d'Edjmiatsín.

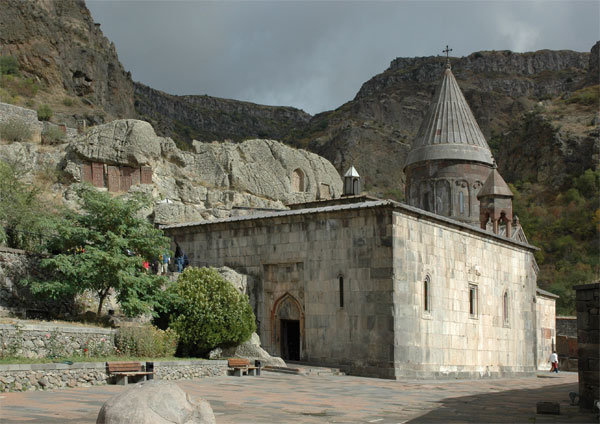
El gavit davant l'església principal

El complex del monestir consta de diversos elements, els més importants dels quals són:

## Església Katoghiké
L'església principal del monestir, la Katoghiké, es va bastir el 1215 gràcies a la voluntat d'uns militars georgians que van prendre el lloc als turcs. Es tracta d'un edifici de planta exterior rectangular, un clar exemple d'arquitectura armènia. Interiorment té inscrita una església amb quatre capelles a dos nivells d'alçada. Està coberta per una cúpula que exteriorment presenta un tambor cilíndric decorat amb arcuacions i rematat per un cos cònic. També a l'exterior cal destacar la decoració de la porta del sud, amb un timpà amb motius vegetals, a sobre de l'entrada hi ha una finestra i més amunt un relleu que representa un lleó atacant un bou.

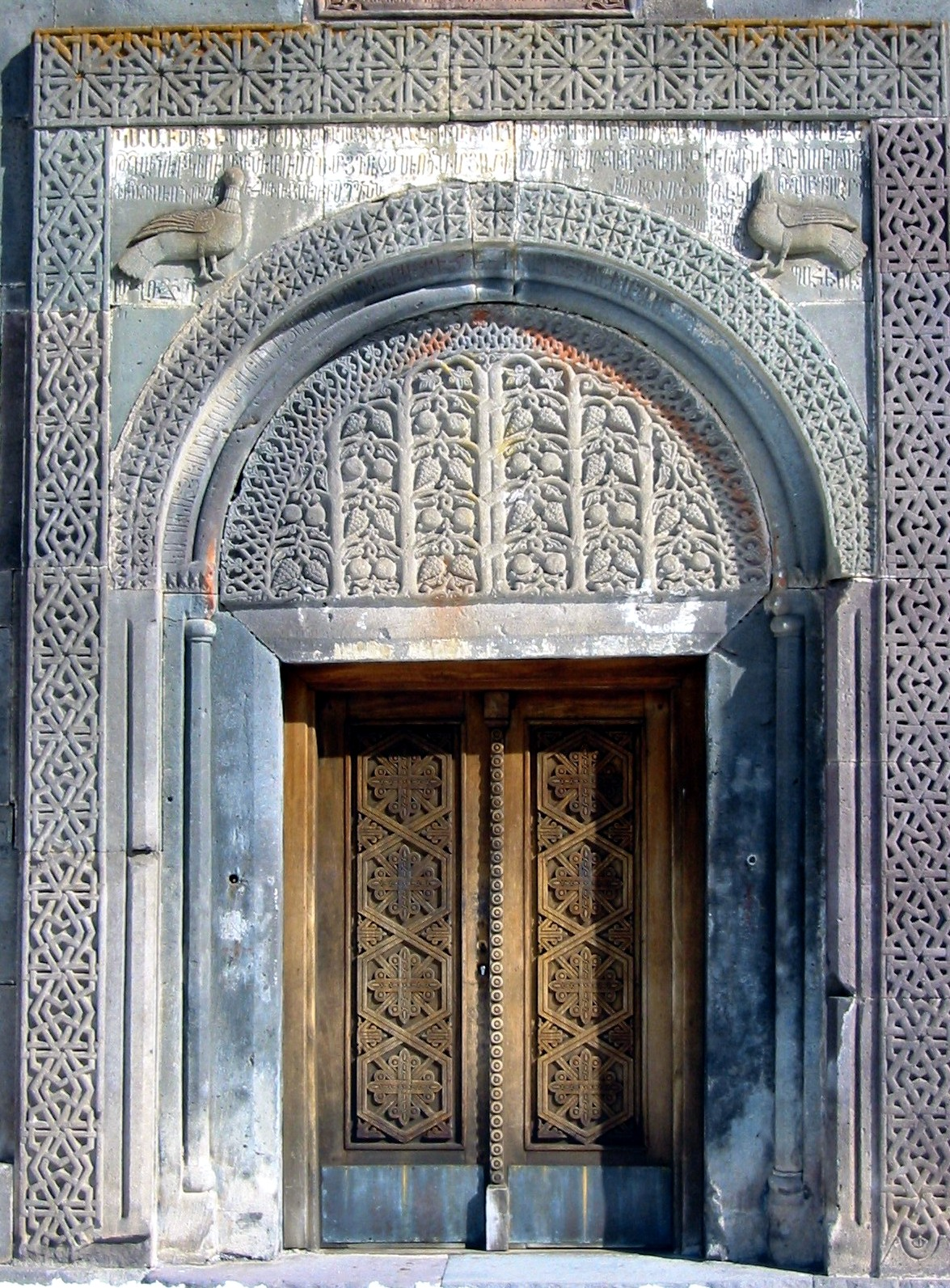
Portada sud del Katoghiké
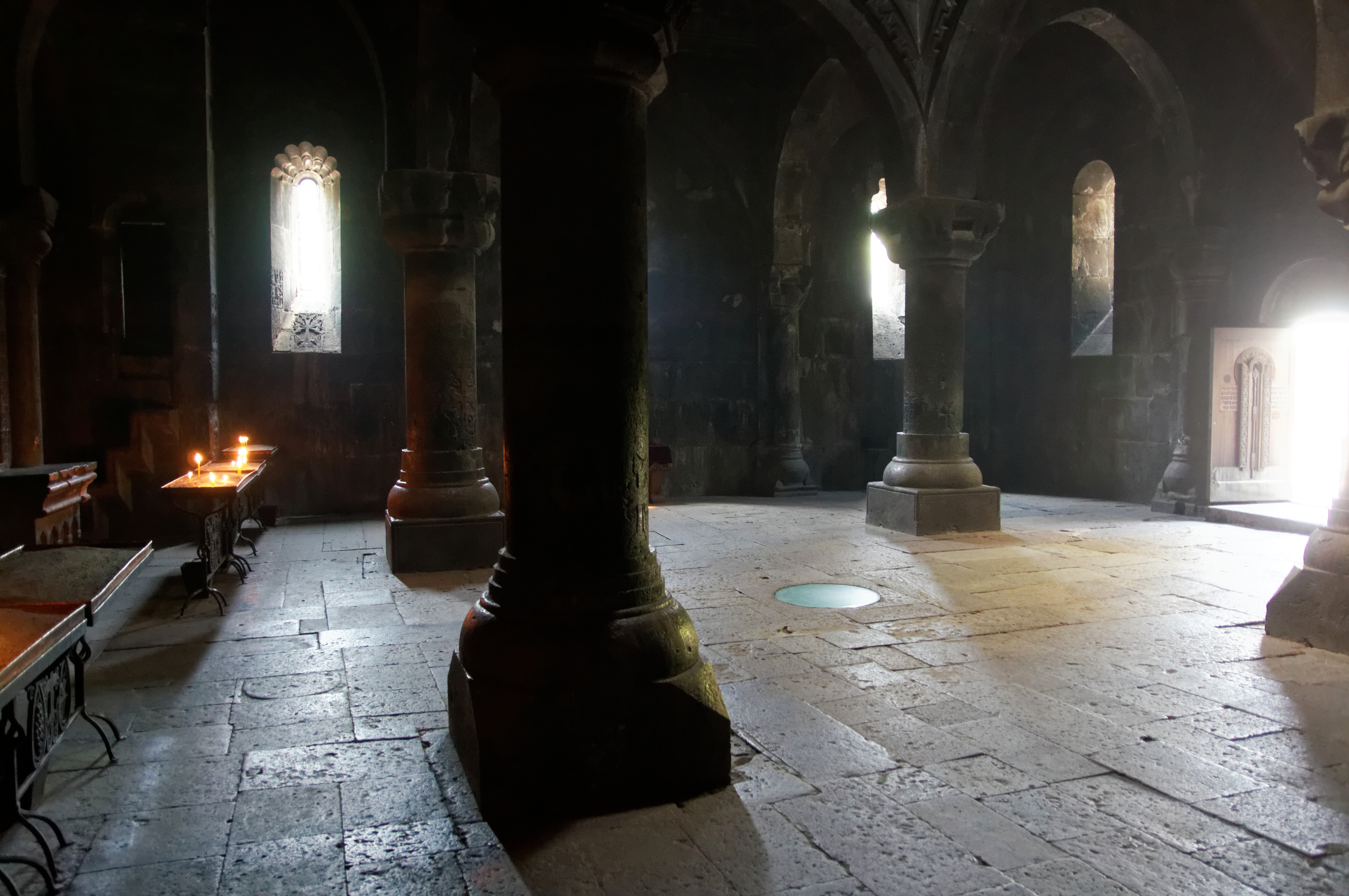
El gavit de l'església

## Elgavit
El gavit, el característic atri de les esglésies armènies, es va bastir a continuació de l'església, tancant la porta de ponent. Es va bastir entre el 1215 i el 1225; es tracta d'una construcció quadrada parcialment excavada a la roca amb decoració més senzilla que la de l'església. Les voltes estan suportades per quatre columnes enllaçades amb arcs lleugerament apuntats. Entre les columnes, hi ha una llanterna interiorment decorada amb mocàrabs, que dona una mica de llum a l'àmplia sala. Exteriorment només cal esmentar la porta de ponent, amb decoració vegetal.

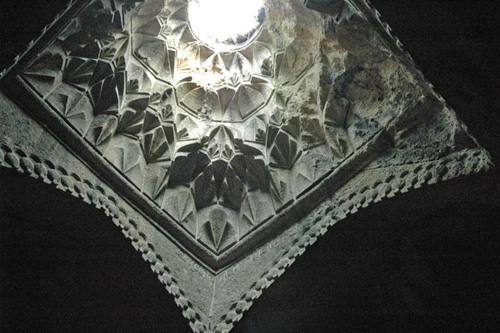
Llanterna amb mocàrabs del gavit
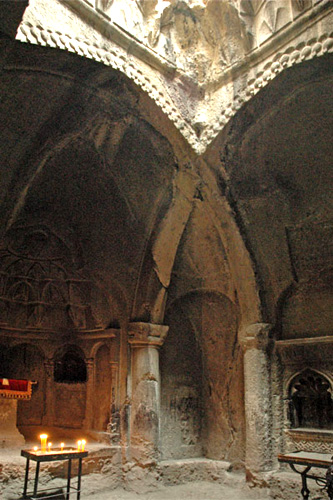
La capella Avazan

## La capella Avazan
Es tracta d'una capella enterament excavada a la roca. És la que tenia el monestir en el seu origen, és a dir, la de la font. Es va refer totalment al segle xiii, sota les ordres de l'arquitecte Galzac. Té el seu accés a través de l'atri de l'església principal (el gavit). La planta és complexa, amb l'altar al nord i absis a llevant i ponent. Com el gavit, té una llanterna amb decoració de mocàrabs.

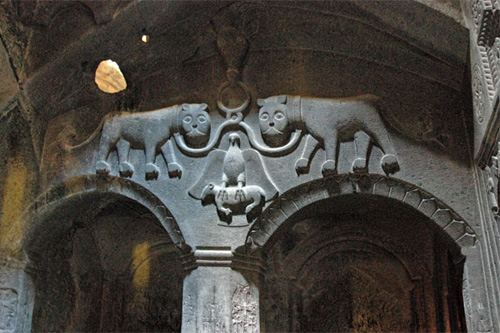
Mausoleu de Proch Proshian

## Mausoleu de Proch Proshian
També des del gavit hom pot accedir a un altre recinte excavat a la roca, probablement pel mateix arquitecte que havia fet abans la capella Avazan. Es tracta del mausoleu del príncep Proch Proshian (1283). Interioment està decorat per un gran baix relleu amb un cap de bou (al sostre) que porta encadenats dos lleons enfrontats, entre aquests una àliga amb un be entre les urpes. Els murs són coberts amb relleus (creus, khatchkars...). També té una llanterna decorada amb arcuacions.

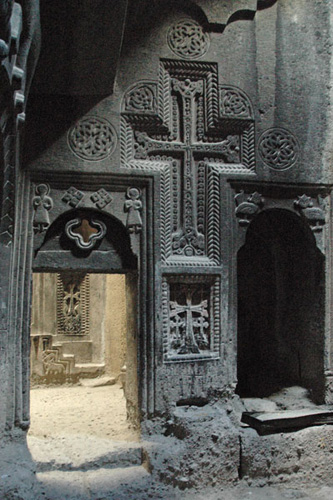
Interior del mausoleu de Proch Proshian

## Capella funerària
El mausoleu anterior té annexa una capella, excavada a la roca com tot aquest sector del monestir. Més petita, amb capelletes annexes, decorada interiorment i una llanterna que deixa passar la llum.

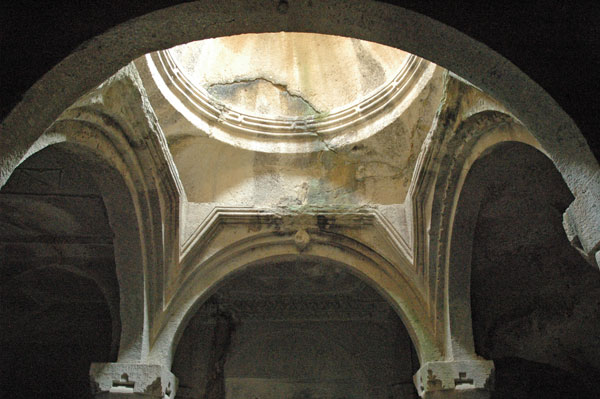
Llanterna del mausoleu de Papak Proshian

## Mausoleu de Papak Proshian
Situat a un nivell superior i al qual hom accedeix a través d'un passadís. Enterament excavat a la roca, el seu interior presenta quatre columnes unides per arcs, tot excavat a la roca. Data del 1288.

## Capella de la Mare de Déu
Una mica apartada de la resta. És la construcció més antiga del conjunt, del 1160.